# Azanus rubropuncta
Azanus rubropuncta är en fjärilsart som beskrevs av Percy I. Lathy 1921. Azanus rubropuncta ingår i släktet Azanus och familjen juvelvingar. Inga underarter finns listade i Catalogue of Life.